# Onthophagus pugnacior
Onthophagus pugnacior là một loài bọ cánh cứng trong họ Bọ hung (Scarabaeidae).